# 八魁三
鯨魚座1，又名BD-16 6394，HD 224481、SAO 165972、HR 9065，是鯨魚座的一颗恒星，视星等为6.26，位于銀經72.72，銀緯-73.3，其B1900.0坐标为赤經23h 53m 12.5s，赤緯-16° -73.3′ 15″。